# Elena Whishaw
Ellen Mary Abdy-Williams y Windsor (Dawlish, 1857-Huelva, 10 de junio de 1937), más conocida como Elena Whishaw, fue una arqueóloga británica que residió en España. Fue miembro de la Hispanic Society of America (1913), de la Sociedad Española de Antropología, Etnografía y Prehistoria (1924) e Hija Adoptiva de Niebla (1926) por sus labores filantrópicas. También fundó el Museum of Andalusian Pottery and Lace y la Escuela de Arqueología de Sevilla.
Muy ligada al municipio de Niebla, llegó a ser conocida como «la inglesa de Niebla».

## Biografía

### Llegada a España
Ellen Mary Abdy-Williams nació en 1857, en el seno de una familia burguesa británica de clase media-alta. Desde muy joven se interesó por los libros de viajes y los ensayos históricos. Ya en la edad adulta, tras viajar por diversos países del mundo junto a su marido, Bernhard Whishaw, se instaló en Sevilla en 1902. Este hecho se produjo principalmente por dos razones: la recomendación de su médico de que para su salud era mucho mejor un clima cálido que la humedad de Londres, y el nombramiento de Bernhard como cónsul del Gobierno británico en Sevilla.

### Sevilla
A su llegada a la ciudad el matrimonio establece contacto con otros miembros de la colonia inglesa, así como con la clase aristocrática sevillana, llegando a hacer amistad con el duque de Alba, aficionado también a la historia y la arqueología. Consiguió también audiencia con el rey Alfonso XIII para solicitarle que patrocine su Escuela de Arqueología (la Anglo-Spanish School of Archeology), desde donde se encargó de la investigación y actividad arqueológica en diferentes enclaves de Andalucía. 
En Sevilla tuvo oportunidad de realizar estudios históricos y arqueológicos, sobre todo relacionados con la cultura árabe. También dedicó tiempo a aspectos educativos y culturales, interesándose por las costumbres y las artes populares. Además, se encargó de realizar labores educativas dirigidas a niños, mujeres y obreros de origen humilde, ya que siempre se preocupó de las condiciones de vida de las clases sociales menos favorecidas.
Participó también en la organización de la Exposición Obrera de 1910, donde se ocupó principalmente de labores artesanales relacionadas con el bordado y los tapices. Coleccionó encajes y bordados tradicionales, un tema sobre el que escribió varios artículos, ya que colaboraba con diversos periódicos y revistas de la época, donde comentaba sus investigaciones y descubrimientos.
En 1912 Elena y Bernhard fundan en Sevilla el Museum of Andalucian, Pottery and Lace. El Museo y la Escuela de Arqueología se encontraban en la calle Ángeles, 5 de Sevilla y contaban con biblioteca, sala de lectura, talleres, exposición de los hallazgos arqueológicos e incluso un albergue para profesionales extranjeros. Se realizaban clases, exposiciones, encuentros culturales y conferencias, y el acceso era gratuito.

### La inglesa de Niebla

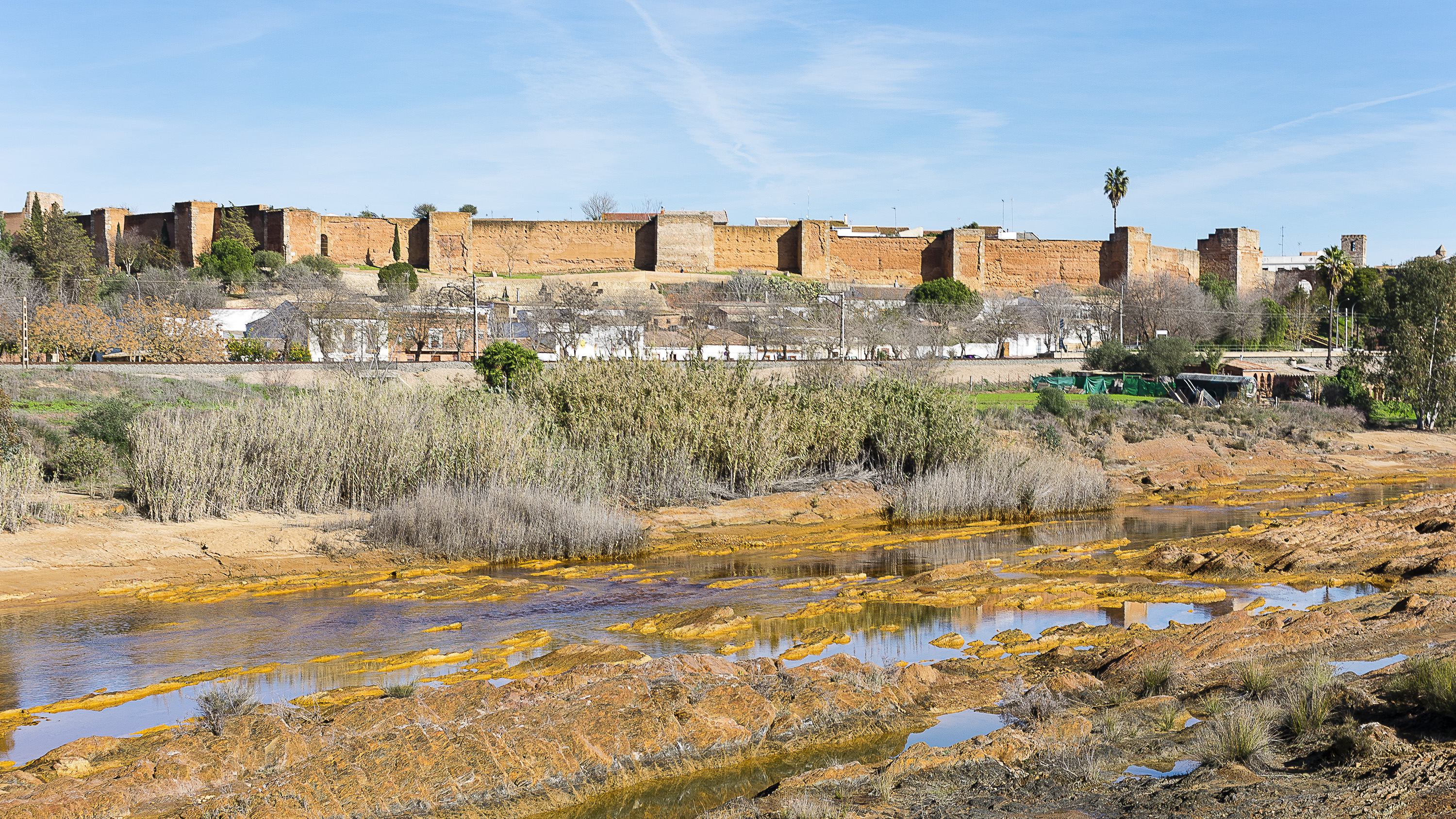
Vista de Niebla y el río Tinto.

Su marido falleció en 1914. Dos años después, con 58 años de edad, Elena Whishaw trasladó su residencia a Niebla. Ya había visitado esta localidad onubense anteriormente y le fascinaban sus murallas árabes, así como la posibilidad de investigar en una zona donde todavía no se habían realizado muchos estudios. Estuvo muy interesada, como otros historiadores y arqueólogos de la época, en Tartessos, más concretamente sus teorías se centraban en el mundo de los libio-tartesios. Una vez establecida, trasladó desde Sevilla sus hallazgos arqueológicos y otros materiales museísticos a la ciudad ubicándolos en el nuevo Museo y Escuela de Arqueología de Niebla, que inauguró a finales de febrero de 1917.
En Niebla desarrolló un sinfín de actividades: trabajos arqueológicos, estudios prehistóricos y medievales, colaboraciones periodísticas, investigaciones sobre bordados antiguos y otras actividades artesanas. Incluso, puso en marcha iniciativas turísticas.

## Obras y teorías
La Atlántida y Tartessos ocuparon gran parte de sus investigaciones, llegó a plantear su propia teoría sobre la Atlántida que expuso en su libro Atlantis in Andalucía (1929). En sus estudios llegó a afirmar que el reino de Tartessos podría derivar del continente perdido de la Atlántida. Estaba convencida de que había muchas evidencias de que en la zona de Andalucía donde se encontraba había vivido una civilización avanzada que podría haber sido implantada por colonos atlantes. Consideraba que la Atlántida ibero-norteafricana podría ser la cuna de algunos de los pueblos que vivieron en la península ibérica, como los tartésicos, los íberos y otros pueblos del suroeste peninsular. 
Siguiendo las teorías de investigadores como Amador de los Ríos y Adolf Schülten, estaba convencida de que la Atlántida y el antiguo reino de Tartessos formaban parte de la misma civilización. También dedicó muchas de sus teorías a los libios y a su influencia en numerosos aspectos de la cultura andaluza, que lo denominó «tradición libio-tartessa», llegando a identificar piezas escultóricas, cerámicas y otros utensilios de este periodo.
Otro de los temas sobre los que realizó numerosos estudios, fueron la mitología y la simbología. Según sus teorías, el culto al Dios Sol estuvo muy extendido en Andalucía durante la antigüedad, también el culto a la Luna, a quien se le ofrecían sacrificios. 
El matriarcado es otra de las constantes en su obra. Pone en valor la figura del matriarcado en relación con las mujeres libias, Tartessos, o con el significado de la Dama de Elche o de las figuras del Cerro de los Santos, que para ella son representaciones de sacerdotisas. Su teoría del matriarcado la extiende también al papel de la mujer campesina en Andalucía, ya que considera que ese culto a la Madre había perdurado a lo largo de los siglos y era evidente en la manera en que la mujer andaluza gestionaba su casa y su familia.

## Excavaciones arqueológicas
Su anhelo por encontrar huellas de antiguas civilizaciones la llevó a iniciar una serie de excavaciones, aún sin tener preparación profesional para ello. Carencia que suplió documentándose y recopilando la información básica para hacerlo. Durante su estancia en Sevilla se centró en la cultura árabe y participa en las excavaciones realizadas en la Cuesta del Rosario durante 1911, aunque no se conservan datos de las mismas.

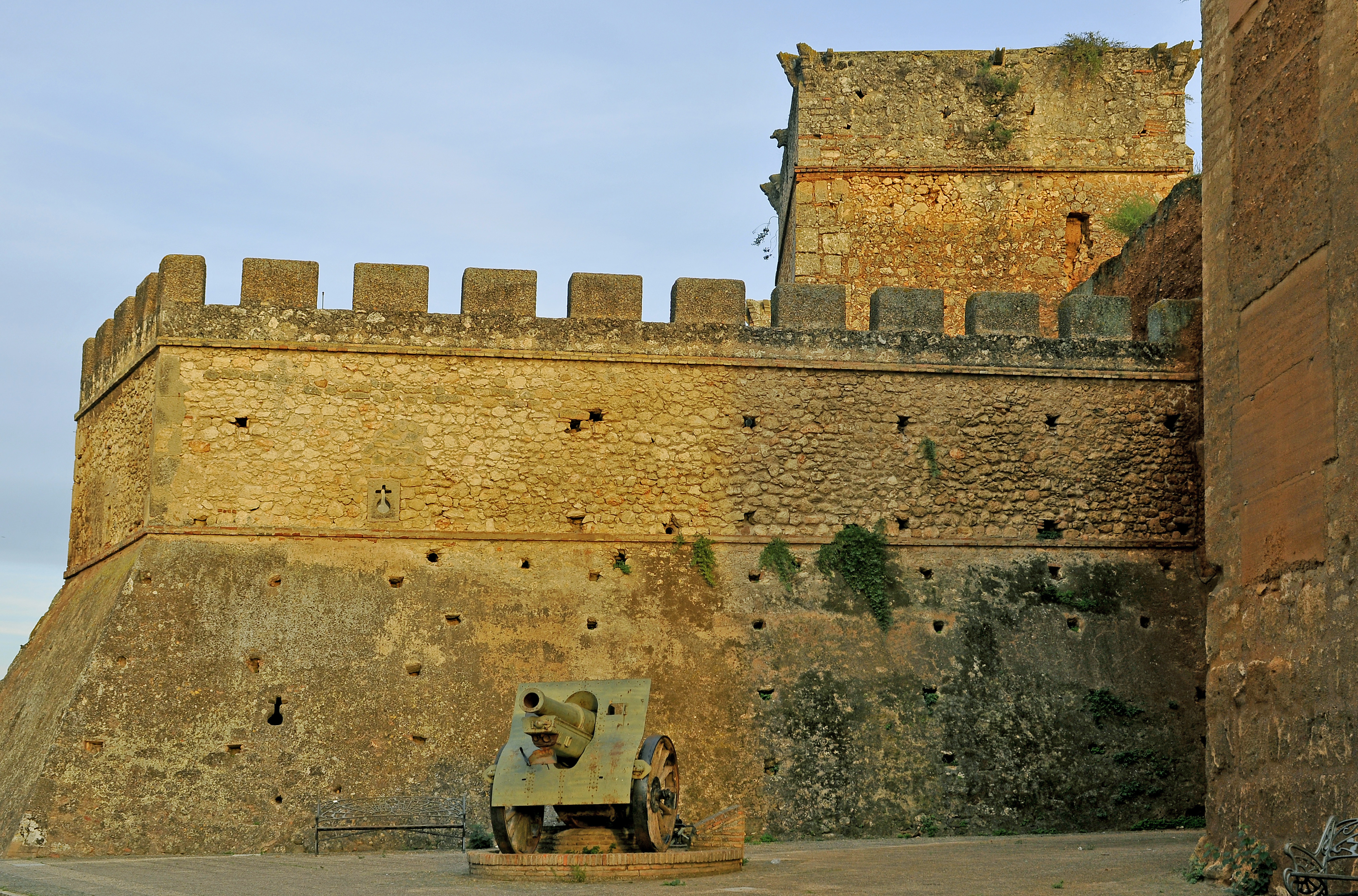
Muralla exterior del castillo de Niebla.

Whishaw dirigió personalmente las excavaciones realizadas en el castillo de los Guzmanes y en la cueva de los Bermejales, donde encontró objetos variados, entre ellos varios exvotos. También consiguió que los restos de la Iglesia de San Martín fueran declarados Monumento Histórico-Artístico en 1922.
En su obra, Atlantis in Andalucía, hizo referencia en varias ocasiones a una edificación subterránea descubierta durante unas excavaciones realizadas en la sevillana calle Abades, que denominó «Templo del Sol», llegando a dibujar un croquis del mismo. Se tiene constancia de que participó en 1914 en unas excavaciones realizadas en la iglesia de Santa Catalina. Uno de sus objetivos era excavar en la ciudad palatina de Medina-Azahara, en Córdoba, pero nunca obtuvo permiso para ello.
Su falta de preparación académica y su condición de mujer no se lo pusieron fácil, pero aun así, entre 1915 y 1931 realizó varias excavaciones de las que se conserva poca información, ya que se perdieron los expedientes de la Junta Superior de Excavaciones y Antigüedades. Al establecerse en Niebla compró varios terrenos dentro del recinto monumental con la idea inicial de poder excavar en ellos. La EAHAA (Escuela Anglo-Hispano-Americana de Arqueología), bajo su dirección, publicó en 1928 los resultados de una serie de excavaciones que ayudaron a que otro científico, Oliver Davies, diera a conocer una cabaña protohistórica que había aparecido durante las excavaciones que había realizado Elena Whishaw junto a la Puerta del Buey en Niebla.

## Últimos años
Viuda, sin hijos y sin familia cercana, Elena Whishaw empezó a preocuparse por la suerte que correría su legado. Durante sus últimos años, su situación económica empeoró, ya que las ayudas llegaban cada vez con menos frecuencia. En España, ninguna institución pareció tener interés en el mantenimiento del Museo de Niebla y la Escuela de Arqueología, por lo que intentó contactar con instituciones extranjeras para que se hagan cargo de su colección de antigüedades. Finalmente, en 1936, se firma en Niebla un documento privado de compraventa con su amigo Ernest A. Ewart, a quien le transfiere sus propiedades. Sin embargo, Ernest falleció en 1943 sin haber tomado posesión de las mismas.
En mayo de 1937, ya con 80 años, su estado de salud empeoró y fue ingresada en el Hospital de los Ingleses en Huelva, donde pasó sus últimos días, falleciendo finalmente el 10 de junio de 1937. Uno de sus últimos deseos fue que la enterraran en un foso cavado en la tierra, sin panteón ni bóveda alguna, dedicando el dinero que eso pudiera suponer a los ancianos de Niebla mayores de 60 años. Siguiendo este deseo, su cadáver fue enterrado en el entonces cementerio de Niebla solo con una pequeña cruz de hierro como elemento identificativo.
En 1982 los restos de este cementerio se trasladaron a una nueva ubicación. Los restos de Elena Whishaw no fueron reclamados por nadie, por lo que se supone que fueran a parar a una fosa común o quedaron sepultados bajo el antiguo cementerio. Al morir en plena Guerra Civil, y sin unos herederos claros, el Museo de Antigüedades y la Escuela de Arqueología quedaron en el abandono.

## Publicaciones
- Medina-Az-Zahara. s/f.
- Tarshish, 1910.
- Arabic Spain, 1912. Publicado conjuntamente con Bernhard.
- Ilustrated Descriptive Account of the Museum of Andalucian, Pottery and Lace at Seville. Smith, Elder & Co. London. 1913.
- Libyan prehistory in Spain.
- The Walls of Niebla, past and present.[11]
- Megalithic. Romans at Ronda.
- El arte copto-arábigo en Andalucía.
- Americas ́s heritage from the arabs of Spain.
- Historia y Prehistoria de Niebla y Riotinto, 1929.[12]
- Historia de Niebla.
- Atlantis in Andalucian. A study of folk memory, 1929.
- The Story of the Rio Tinto and the Castle of Niebla.[13]
- The Old Stone Age Origin of the Maya Language, 1935.
- The Central Empire and Colonies of Atlantis in Africa, Spain, and América, 1935.